# 亚沙斯维妮·辛格·德斯瓦尔
亚沙斯维妮·辛格·德斯瓦尔（Yashaswini Singh Deswal，1997年3月30日—）生于新德里，是一名印度女子射击运动员，主攻手枪。她的父亲Surjeet Singh Deswal在印度警察局任职，母亲Saroj Deswal则是所得税首席专员。她在2010年观看英联邦运动会后开始接触射击运动，2012年，她开始正式练习射击，并参加射击比赛。同年，她便在学校锦标赛上获得自己运动生涯的第一个冠军。2021年2月，印度国家步枪协会宣布，由于德斯瓦尔参加一项未获认可的线上射击联赛，决定禁止她参加全国锦标赛，然而考虑到她此时正在备战东京2020奥运，她的禁赛期由2022年开始计算。